# Common Ground Collective
Common Ground Relief, auch Common Ground Collective, ist eine basisdemokratische Organisation, die sich die Rückkehr der Bewohner New Orleans’ nach dem Hurrikan Katrina zum Ziel gesetzt hat.

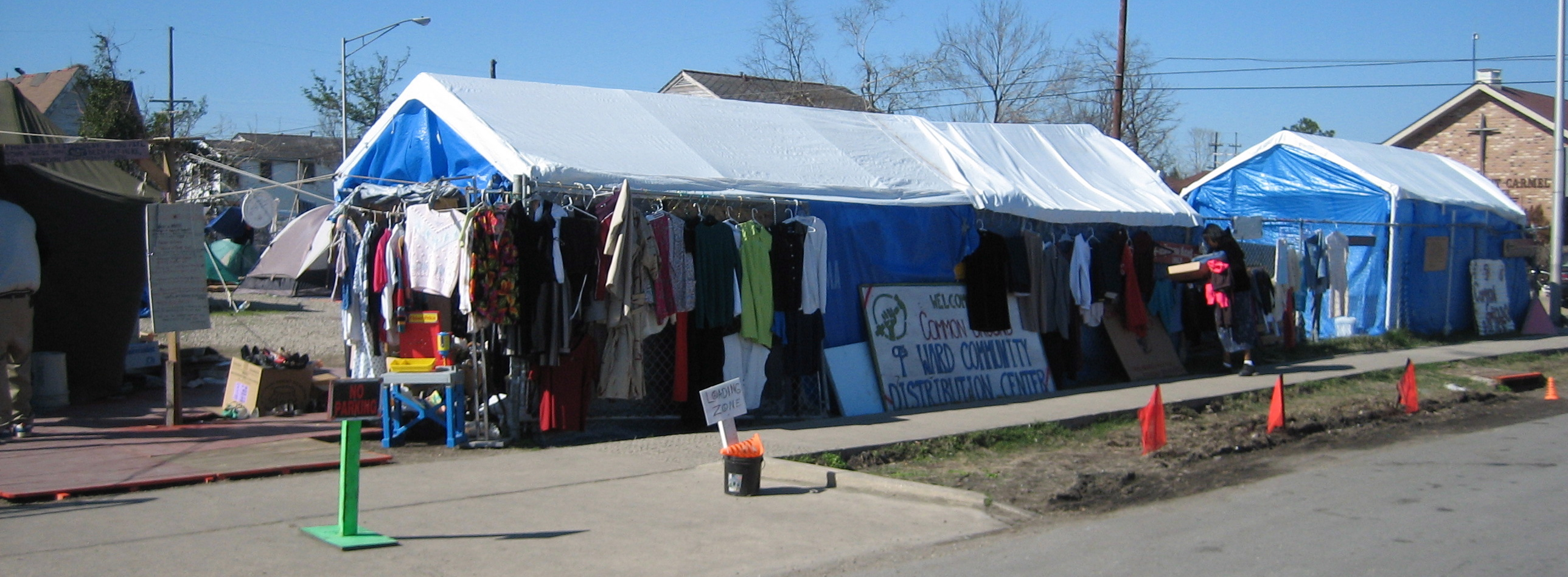
Zelte der Common Ground Verteilungszentren im Upper 9th Ward / New Orleans

## Geschichte
Common Ground Relief wurde unmittelbar nach dem Dammbruch infolge der ungenügenden Schutzmaßnahmen gegen den Hurrikan Katrina durch das ehemalige Mitglied der Black Panther Party Malik Rahim gegründet. Die vor allem von Afro-Amerikanern bewohnten Stadtviertel wie beispielsweise der Lower 9th Ward, wurden durch die Flut nicht nur zerstört, sondern es wurde auch staatlicherseits keine Hilfe zum Wiederaufbau geleistet. Common Ground begann daher mit der Arbeit am Aufbau auf freiwilliger und auf Spendenbasis. Die ersten Projekte waren der Aufbau von Verteilungszentren, die die verbliebenen Bewohner mit den nötigsten Ressourcen versorgten, und die Einrichtung einer unabhängigen medizinische Klinik, die kostenlos ihre Dienste zur Verfügung stellt.

## Ziele
Wichtigstes Ziel ist die Rückkehr der ehemaligen Bewohner von New Orleans in ihre Häuser. Eine Leitlinie hierbei ist „Solidarity not Charity“. Es wird versucht, den Wiederaufbau nach ökologischen und sozialen Kriterien so zu gestalten, dass der Wohnraum gegenüber Hurrikanen widerstandsfähig ist. Common Ground arbeitet basisdemokratisch und hat eine anti-sexistische und anti-rassistische Grundlage. So finden beispielsweise in der ehemaligen Schule St. Mary wöchentlich jeweils Versammlungen zu Rassismus und Sexismus statt.

## Die Arbeit von Common Ground
Common Ground Relief umfasst im Juli 2006, zehn Monate nach der Gründung, 26 Projekte. Hierunter befinden sich vier unabhängige Kliniken, in denen auch mit Alternativmedizin wie Akupunktur gearbeitet wird, Unterstützung bei Rechtsfragen und Behördengängen, ökologische Wiederaufforstung der Küstenlandschaft südlich von New Orleans, Bildungsangebote und vor allem die Sanierung und der Wiederaufbau der zerstörten Wohnhäuser und Schulen.
Die Arbeit wird unterstützt durch Spenden und getragen von Freiwilligen. Bis Juli 2006 haben 10.000 Freiwillige bei Common Ground gearbeitet.